# Município de Liberty (condado de Hardin, Ohio)
O município de Liberty (em inglês: Liberty Township) é um município localizado no condado de Hardin no estado estadounidense de Ohio. No ano de 2010 tinha uma população de 7.712 habitantes e uma densidade populacional de 83,08 pessoas por km².

## Geografia
O município de Liberty encontra-se localizado nas coordenadas 40° 46′ 32″ N, 83° 49′ 21″ O. Segundo a Departamento do Censo dos Estados Unidos, o município tem uma superfície total de 92.83 km², da qual 92,82 km² correspondem a terra firme e (0,01 %) 0,01 km² é água.

## Demografia
Segundo o censo de 2010, tinha 7.712 habitantes residindo no município de Liberty. A densidade populacional era de 83,08 hab./km². Dos 7.712 habitantes, o município de Liberty estava composto pelo 94,41 % brancos, o 1,7 % eram afroamericanos, o 0,09 % eram amerindios, o 1,61 % eram asiáticos, o 0,52 % eram de outras raças e o 1,67 % eram de uma mistura de raças. Do total da população o 1,37 % eram hispanos ou latinos de qualquer raça.